# Доповнення Шура
У лінійній алгебрі і теорії матриць доповнення Шура  для блоку матриці (тобто, підматриці в більшій матриці) визначено так. Припустимо A, B, C, D є матриці відповідно p×p, p×q, q×p і q×q, і D оборотна.
Нехай
{\displaystyle M=\left[{\begin{matrix}A&B\\C&D\end{matrix}}\right]}
так що M — це матриця (p+q)×(p+q).
Тоді доповнення Шура для блоку D матриці M це матриця p×p
{\displaystyle A-BD^{-1}C.\,}
Його назвали на честь Ісаї Шура, який використав його для доведення леми Шура, хоча його використовували і до того.

## Підґрунтя
Доповнення Щура виникає як результат застосування методу Гауса щодо блоків через множення на матрицю M на блокову нижньотрикутну матрицю
{\displaystyle L=\left[{\begin{matrix}I_{p}&0\\-D^{-1}C&I_{q}\end{matrix}}\right].}
Тут Ip позначає одиничну матрицю p×p. Після множення на матрицю L доповнення Щура з'являється у горішньому p×p блоку. Матрицю добутку така
{\displaystyle {\begin{aligned}ML&=\left[{\begin{matrix}A&B\\C&D\end{matrix}}\right]\left[{\begin{matrix}I_{p}&0\\-D^{-1}C&I_{q}\end{matrix}}\right]=\left[{\begin{matrix}A-BD^{-1}C&B\\0&D\end{matrix}}\right]\\&=\left[{\begin{matrix}I_{p}&BD^{-1}\\0&I_{q}\end{matrix}}\right]\left[{\begin{matrix}A-BD^{-1}C&0\\0&D\end{matrix}}\right].\end{aligned}}}
Це аналогічно до LDU-розкладу матриці. Тобто, ми щойно показали, що
{\displaystyle {\begin{aligned}\left[{\begin{matrix}A&B\\C&D\end{matrix}}\right]&=\left[{\begin{matrix}I_{p}&BD^{-1}\\0&I_{q}\end{matrix}}\right]\left[{\begin{matrix}A-BD^{-1}C&0\\0&D\end{matrix}}\right]\left[{\begin{matrix}I_{p}&0\\D^{-1}C&I_{q}\end{matrix}}\right],\end{aligned}}}
отже, обернена до M можна представити за участю D−1 і оберненого доповнення Щура (якщо воно існує) як
{\displaystyle {\begin{aligned}&{}\quad \left[{\begin{matrix}A&B\\C&D\end{matrix}}\right]^{-1}=\left[{\begin{matrix}I_{p}&0\\-D^{-1}C&I_{q}\end{matrix}}\right]\left[{\begin{matrix}(A-BD^{-1}C)^{-1}&0\\0&D^{-1}\end{matrix}}\right]\left[{\begin{matrix}I_{p}&-BD^{-1}\\0&I_{q}\end{matrix}}\right]\\[12pt]&=\left[{\begin{matrix}\left(A-BD^{-1}C\right)^{-1}&-\left(A-BD^{-1}C\right)^{-1}BD^{-1}\\-D^{-1}C\left(A-BD^{-1}C\right)^{-1}&D^{-1}+D^{-1}C\left(A-BD^{-1}C\right)^{-1}BD^{-1}\end{matrix}}\right].\end{aligned}}}
Якщо M — симетрична додатноозначена матриця, то й так само буде доповнення Щура для D у M.
Якщо p і q дорівнюють 1 (тоюто A, B, C і D є скалярами), то ми отримуємо формулу для обернення матриці 2-на-2:
{\displaystyle M^{-1}={\frac {1}{AD-BC}}\left[{\begin{matrix}D&-B\\-C&A\end{matrix}}\right]}
за умови, що AD − BC не нуль.
Більше того, також чітко видно, що визначник M задається формулою 
{\displaystyle \det(M)=\det(D)\det(A-BD^{-1}C)}
яка узагальнює формулу визначника у випадку матриць 2-на-2.

## Умови надодатнювизначеність і додатню напіввизначеність
Нехай X — це симетрична матриця задана так
{\displaystyle X=\left[{\begin{matrix}A&B\\B^{T}&C\end{matrix}}\right].}
Нехай X/A буде доповненням Щура для A в X, тобто
{\displaystyle X/A=C-B^{T}A^{-1}B,\,}
і X/C буде доповненням Щура для C в X, тобто
{\displaystyle X/C=A-BC^{-1}B^{T}.\,}
Тоді
- X — додатно визначена тоді і тільки тоді коли A і X/A додатно визначені:

{\displaystyle X\succ 0\Leftrightarrow A\succ 0,X/A=C-B^{T}A^{-1}B\succ 0}.
- X — додатно визначена тоді і тільки тоді коли C і X/C додатно визначені:

{\displaystyle X\succ 0\Leftrightarrow C\succ 0,X/C=A-BC^{-1}B^{T}\succ 0}.
- Якщо A — додатно визначена, тоді X — додатно напіввизначена тоді і тільки тоді коли X/A є додатно напіввизначеною:

{\displaystyle {\text{If}}} {\displaystyle A\succ 0}, {\displaystyle {\text{then}}} {\displaystyle X\succeq 0\Leftrightarrow X/A=C-B^{T}A^{-1}B\succeq 0}.
- Якщо C є додатно визначеною, тоді X — додатно напіввизначеною тоді і тільки тоді коли X/C є додатно напіввизначеною:

{\displaystyle {\text{If}}} {\displaystyle C\succ 0}, {\displaystyle {\text{then}}} {\displaystyle X\succeq 0\Leftrightarrow X/C=A-BC^{-1}B^{T}\succeq 0}.
Перше і третє твердження можна отримати  через розгляд мінімізатора величини
{\displaystyle u^{T}Au+2v^{T}B^{T}u+v^{T}Cv,\,}
як функції від v (для фіксованого u).
Далі, оскільки 
{\displaystyle \left[{\begin{matrix}A&B\\B^{T}&C\end{matrix}}\right]\succ 0\Longleftrightarrow \left[{\begin{matrix}C&B^{T}\\B&A\end{matrix}}\right]\succ 0}
і подібно для додатно напіввизначених матриць, друге (четверте) твердження негайно випливає з першого (відповідно третього) твердження.
Також існує необхідна і достатня умова на додатню напіввизначенність X в термінах узагальненого доповнення Щура. А саме,
- {\displaystyle X\succeq 0\Leftrightarrow A\succeq 0,C-B^{T}A^{g}B\succeq 0,(I-AA^{g})B=0\,}  і
- {\displaystyle X\succeq 0\Leftrightarrow C\succeq 0,A-BC^{g}B^{T}\succeq 0,(I-CC^{g})B^{T}=0,}

де {\displaystyle A^{g}} позначає узагальнену обернену матрицю для {\displaystyle A}.